# Maria (Boulogne)
Maria von Blois (* um 1136; † 1182) war eine Gräfin von Boulogne aus dem Haus Blois.
Maria war eine Tochter des englischen Königs Stephan von Blois und der Gräfin Mathilda von Boulogne. Als Kind wurde sie Novizin in der Priorei Lillechurch in Kent, 1148 wurde sie Nonne in der Abtei von Romsey, zu deren Äbtissin sie 1155 gewählt wurde.
Im Oktober 1159 starb Marias älterer Bruder Wilhelm, von dem sie die französische Grafschaft Boulogne erbte. Dadurch zu einer attraktiven Heiratsware geworden, veranlasste König Heinrich II. von England ihre Hochzeit mit Matthäus von Elsass. Der war ein Bruder des mächtigen Grafen Philipp von Flandern, welchen der englische König durch diese Ehe enger an sich binden wollte. Von ihrem künftigen Ehemann wurde Maria entgegen ihren Willen aus ihrer Abtei entführt und geheiratet. Da die Ehe aufgrund der geistlichen Weihen, die Maria bereits empfangen hatte, nicht dem kanonischen Recht entsprach, versuchte der Lordkanzler Thomas Becket erfolglos ihre Annullierung zu erwirken. Im Dezember 1169 ordnete Papst Alexander III. die Annullierung der Ehe an, worauf sich Maria wieder als Nonne in die Abtei Montreuil zurückzog, wo sie auch starb.
Die Grafschaft Boulogne wurde von Matthäus bis zu dessen Tod 1173 weitergeführt, er fiel im Kampf während einer Revolte gegen Heinrich II. von England. Die zwei Töchter aus ihrer erzwungenen Ehe wurden vom Papst legitimiert.
- Ida von Elsass (* 1160/61; † 21. April 1216), 1173 Gräfin von Boulogne
  - ⚭ 1181 mit Graf Gerhard III. von Geldern († 1181)
  - ⚭ 1183 mit Herzog Berthold IV. von Zähringen († 1186)
  - ⚭ 1190 mit Graf Rainald von Dammartin († 1217)
- Mathilda von Elsass (* 1170; † 16. Oktober 1210)
  - ⚭ 1179 mit Herzog Heinrich I. von Brabant († 1235)

## Einzelnachweis
1. ↑  Materials for the history of Thomas Becket, archbishop of Canterbury (MTB) 3, hrsg. von J. C. Robertson in Rolls Series 67 (London, 1877), S. 328